# Anastrepha tripunctata
Anastrepha tripunctata
 es una especie de insecto díptero que Wulp describió científicamente por primera vez en el año 1899.
Esta especie pertenece al género Anastrepha de la familia Tephritidae.